# Prosype juniperi
Prosype juniperi là một loài bọ cánh cứng trong họ Cerambycidae.